# Адольф Вашингтон Грилі
Адольф Вашингтон Грилі (Greely) (27 березня 1844, Массачусетс — 20 жовтня 1935) — американський науковець і мандрівник;

## Біографія
Народився 27 березня 1844 року в Ньюберіпорті, Массачусетс. З 1868 року на службі урядового сигнального бюро. У 1881 році очолював експедицію в Гренландії, посланої урядом США для облаштування однієї з 13 навколополюсних станцій для метеорологічних спостережень згідно з планом, виробленим на Гамбурзькому міжнародному конгресі 1879 р. Дорогою назад 1883 р. частина команди його загинула від голоду, інша врятована військовим кораблем, висланим на пошуки експедиції. У 1888 році був одним із засновників Національного географічного товариства

## Автор
Автор багатьох праць по метеорології та ізотермічних карт. З популярних творів найбільше значення мали: «American Weather» (1888) і «Three years of arctic service» (Нью-Йорк, 1887).